# David Kennedy (Musiker)

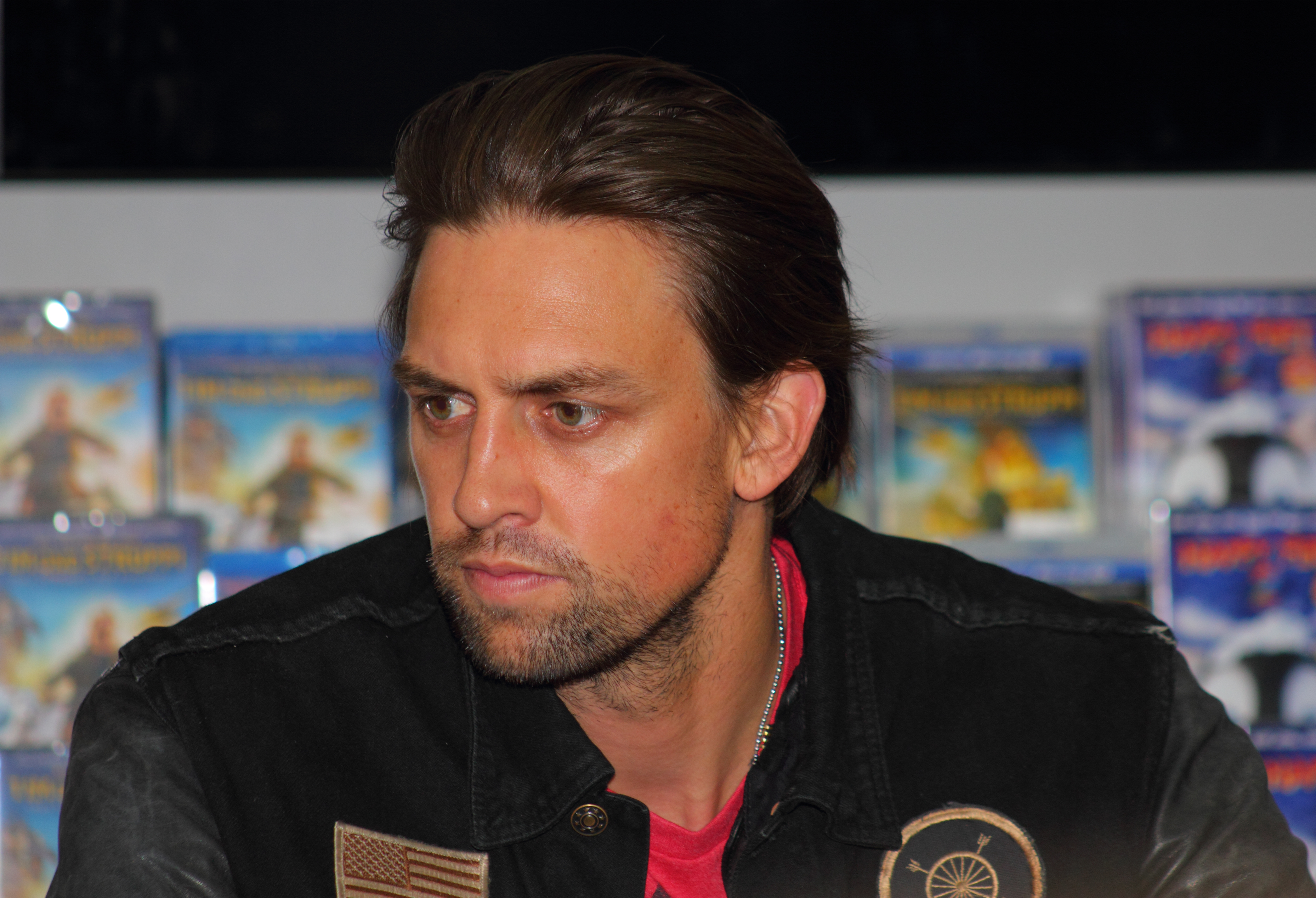
David Kennedy (2012)

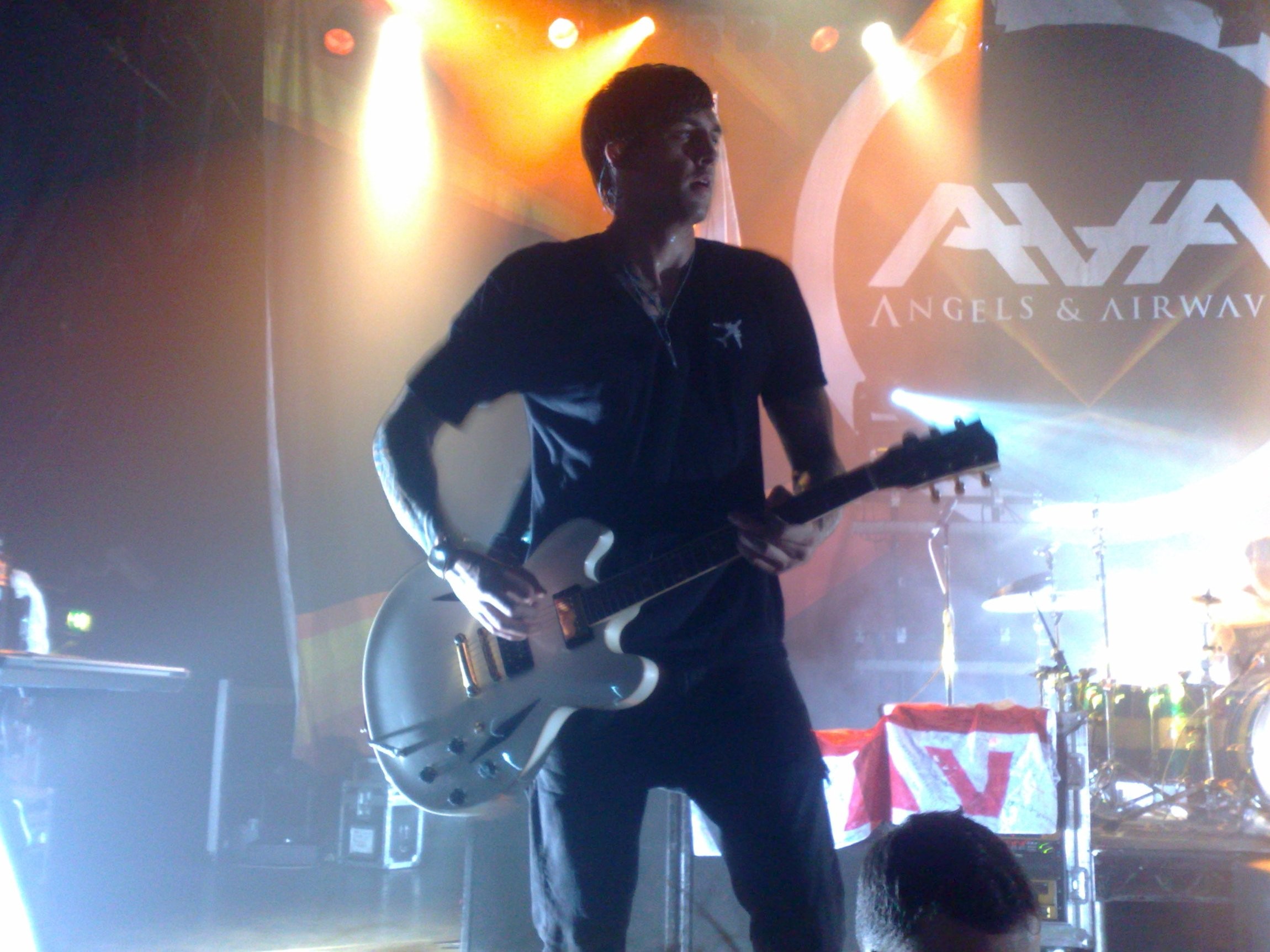
David Kennedy (2008)

David James Kennedy (* 8. Juli 1976 in Seattle) ist ein US-amerikanischer Gitarrist, Sänger und Songwriter. 

## Leben
Er wuchs in Seattle in relativ ärmlichen Verhältnissen auf, was ihn früh dazu brachte gegen die sozial besserstehende Gesellschaft zu rebellieren. In seiner Schulzeit wurde er oft wegen seiner heruntergekommenen Kleidung gehänselt. Aus Wut darüber schrieb der damals 14-jährige David einen Diss-Song gegen den Golf- und Ruder-Club seiner Schule, den er zusammen mit zwei Schulfreunden auf einem Schulfest präsentierte. Das Resultat war der sofortige Rausschmiss aus der Schule. Doch bald schon nahm ihn eine andere Schule in Poway auf. Seine Eltern waren gezwungen gewesen, nach Kalifornien zu übersiedeln, da sein Vater seinen Job im Bergbau verloren hatte und es dort bessere Aussichten für den gelernten Bauarbeiter gab.
Dort lernte er Tom DeLonge kennen, der ebenfalls in seine Stufe ging. Die beiden verstanden sich auf Anhieb und wurden beste Freunde. Allerdings hatten sie stets geteilte Meinungen, was Musikrichtungen anging. Beide hatten ein gutes Gespür für Musik und so vereinigten sie schließlich doch ihre beiden Stile. Ein Musiklehrer, der das Talent der beiden Jungen sofort erkannt hatte, förderte die beiden. Er motivierte sie, bei Contests zu spielen und gab ihnen stets Rückendeckung. Doch schon bald fing Tom DeLonge an, zusammen mit Mark Hoppus, an Blink-182 zu arbeiten. Dort fühlte er seine Vorstellungen von Musik besser verstanden und untergebracht.
Erst im Jahre 2002 trafen sich die Freunde bei dem Projekt Box Car Racer wieder. David spielte damals bei Over My Dead Body, sagte aber sofort zu, als sein Freund Tom DeLonge dieses Seitenprojekt von Blink-182 startete. Zu diesem Projekt wurden auch der blink-182-Drummer Travis Barker und der Bassist Anthony Celestino hinzugezogen. 2003 ging das Projekt jedoch wieder auseinander, Delonge nahm mit blink-182 ein weiteres Album auf. David Kennedy schloss sich der Hardcore-Punk-Band Hazen Street an, die nach einer Tour im Sommer 2004 gemeinsam mit P.O.D. in den USA sehr bekannt wurde. Nachdem sich die Band Blink-182 im Jahre 2005 eine Auszeit nahm, wandte sich Tom DeLonge wieder an David Kennedy. Mit ihm gründete er die Gruppe Angels & Airwaves, bei der auch Atom Willard, der Schlagzeuger von The Offspring, und Matthew Wachter am Bass mitspielen. Im Mai 2006 wurden die ersten Platten veröffentlicht, später arbeitete die Gruppe an einem Film.

## Diskographie

### Mit Box Car Racer
- 21. Mai 2002: Box Car Racer (Album bei MCA Records)

### Mit Hazen Street
- 2004: Hazen Street (Album)

### Mit Angels & Airwaves
- 23. Mai 2006: We Don't Need to Whisper (Album)
- 6. November 2007: I-Empire (Album)
- 17. Juni 2008: Start the Machine (DVD)
- 14. Februar 2010: Love (Album)
- 11. November 2011: Love: Part Two (Album)
- 24. September 2021: Lifeforms (Album)